# London Bridge
A London Bridge (vagy London híd) közúti híd a Temze felett, amely London történelmi városközpontját, a Cityt köti össze a város déli részén fekvő Southwark kerülettel. A város nevét viselő hidat a köztudat gyakran keveri a híd szomszédságában álló 
ikonikus építménnyel, a Tower Bridge-dzsel, amely London egyik nevezetes jelképe. A jelenlegi hidat II. Erzsébet királynő nyitotta meg 1973. március 17-én. Ezt megelőzően a híd helyén két évezred óta több híd is állt, amelyek mindig a London Bridge nevet viselték. Ezen a helyen a rómaiak építettek először hidat, amely egy ponton-jellegű fahíd volt. A mai modern híd feszített vasbeton szerkezetű, amely sem építészetileg, sem esztétikailag nem mondható különösnek. A híd nevezetessége és hírhedtsége a múltjában rejlik.

## Története

### Előzmények
Az első híd megépítése előtt a Temze nem volt mindig ilyen, mint ma. A folyó kavics, homok és agyag hordalékából természetes töltés alakult ki a folyómederben, így az újkőkorszakban apálykor akár gyalogosan is át lehetett kelni a folyón. Később, ahogy a Temze kezdte elnyerni mai alakját, egyre sürgetőbb volt hidat építeni. A rómaiak által alapított Londinium (ma London), aligha születhetett volna meg, ha nincs híd a Temzén.

### A római kori hidak
Ezen a helyen először a rómaiak építettek fából készült, katonai pontonhidat i. sz. 50-ben. I. sz. 55-ben cölöphíd épült itt, melyet a rómaiak barakkjai, és a helybeliek kis kereskedő telepe vett körül. Ez a telephely volt London városának elődje.
Az ősi fahíd többször elpusztult, i.sz. 60-ban például Boudicca királynő csapatai rombolták le.

### A középkori London Bridge
A Római Birodalom bukása után a híd egyre elhanyagoltabb lett, és a Temzét egyfajta védvonalként használó szász népek egyszerűen hagyták elpusztulni. 
1014-ben II. Olaf norvég király csapatai rombolták le.
1066-ban Hódító Vilmos újjáépíttette a hidat. 1091-ben a Londont sújtó tornádó pusztította el, míg 1136-ban a híd tűzvész áldozata lett.

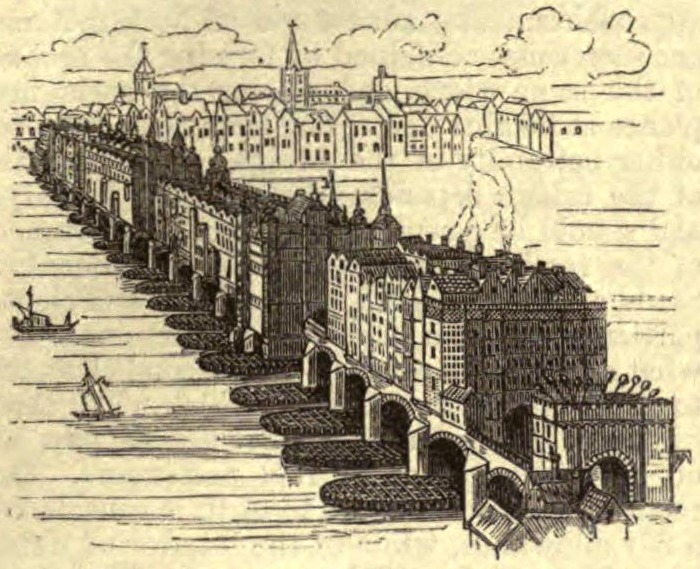
A régi London Bridge ceruzarajza 1616-ból

A híd jelentősebb története 1176-ban kezdődött, amikor II. Henrik utasítására, Peter de Colechurch irányítása alatt kőhíd tervei készültek, aki a híd közepére a mártírhalált halt canterburyi érsek, Becket Tamás kápolnáját álmodta meg.  Az építkezés több mint harminc évig tartott, így a híd csak 1209-re – Földnélküli János uralkodása idején – készült el, és állt egészen 1831-ig. 
Méreteit, adatait illetően több variáció is napvilágot látott. A híd 8 méter széles, kb. 250 méter hosszú volt, és 19-20 boltív tartotta. A boltívek nem voltak egyformák, szabálytalanok voltak, és az építkezés során egyes részei többször is összeomlottak. Az akkori építmény különlegessége az volt, hogy a hídra épületeket építettek, tele boltokkal és még nyilvános WC is üzemelt rajta. A boltok által fizetett adót a híd karbantartására fordították. A híd rendkívül tűzveszélyes volt, többször is tombolt rajta kisebb-nagyobb tűz. A 16. századra már 200 üzlet működött a hídon. Voltak olyan épületek is, amelyek hét szintesek voltak, és olyanok is, amelyek a híd fölé nyúltak be, ezzel elzárva a természetes fény útját, egyfajta baljós alagúttá formálva azt. Ugyanakkor voltak olyan részei is a hídnak, ahol nem voltak házak, így ezen a részen körbe lehetett nézni, meg lehetett csodálni London partjait, és természetesen a Temzét is. A kb. 4 méteres szélességűvé zsugorodott hídon könnyen alakult ki közlekedési fennakadás. A híd szerkezete jelentősen befolyásolta a folyó viselkedését is, mivel a boltívek keskenyek és szabálytalanok voltak, talpai pedig szélesek, így télen a folyó könnyebben elfagyott a híd körül, ezáltal a hajók sem tudtak közlekedni. Még zsúfoltabbá tették az építményt a 16. században beépített vízkerekek. Két szélső íve alatt vízikerék dolgozott, a déli egy vízpumpát, az északi egy malmot működtetett.

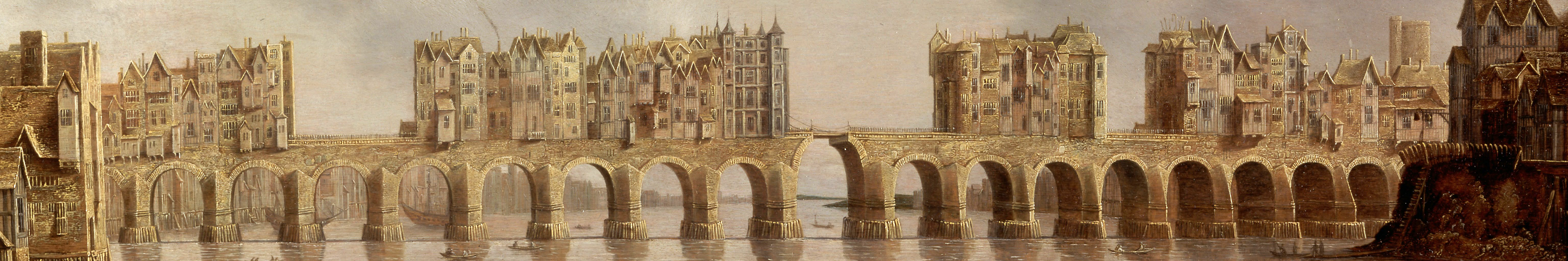
A középkori London Bridge látképe egy 1632-ben Claude de Jongh által készített olajfestményen

A középkori híd megjelenése leginkább egy, a korabeli módinak megfelelő utcára hasonlított, melynek végeit erős kapuk védték. A déli végénél felvonóhíd állt, így a hidat éjszakára le tudták zárni. A déli kapu arról lett híres és népszerű, hogy itt tűzték ki a különböző halálra ítélt árulók fejét. Az első kivégzett személy William Wallace volt, aki 1305-ben jutott erre a sorsra. Őt olyan híres kivégzettek követték, mint Wat Tyler, John Ball 1381-ben, Jack Cade 1450-ben, Morus Tamás 1535-ben, Thomas Cromwell 1540-ben, vagy Guy Fawkes 1606-ban. Feljegyzések szerint 1598-ban harminc levágott fej „díszítette" a hídfőt. E szörnyű szokásnak 1660-ban II. Károly vetett véget.
1722-re a híd túlzsúfolttá, elöregedetté vált és nagymértékben akadályozta a folyami forgalmat is. A lordmajor a rengeteg torlódás miatt elrendelte, hogy a forgalom két irányban haladjon a hídon. Ezzel egyúttal megszületett az a rendszer, amit az autók a mai napig is használnak a közutakon. A hídon mindig az út bal oldalán kellett haladni, amit ugye később a legtöbb országban megcseréltek, de Nagy-Britanniában máig megmaradt ez a rendszer.
1758 és 1762 között minden lakóépületet és boltot lebontottak a hídon, valamint a középső boltíveket egyesítették a jobb hajózhatóság miatt. A 18. század végére nyilvánvaló volt, hogy a híd még így is alkalmatlan az egyre növekedő forgalom kiszolgálására akár a vízi, akár a közúti forgalom számára. Új híd építésére volt szükség, de az öreg – akkor már több mint 600 éves – London Bridge az 1832-es végleges lebontásáig működött, miközben már elkezdték építeni az új kőhidat.

### A 19. századi London Bridge

A 19. századi London Bridge 1916 körül

1799-ben pályázatot írtak ki a régi híd helyén építendő „új” London Bridge tervére, amelyre többen is jelentkeztek. A nyertes egy hagyományos kialakítású öt boltíves változat lett. John Rennie tervei alapján 1824-ben kezdték el az építkezést, melyet fiai, John és George Rennie fejeztek be. A hivatalos megnyitóra 1831. augusztus 1-én  került sor, amelyen IV. Vilmos és felesége is részt vett. A 283 méter hosszú és 15 méter széles kőhíd rendkívüli forgalmat bonyolított le. 1896-ban volt a híd legforgalmasabb időszaka, amikor óránként 8000 gyalogos és 900 jármű haladt át rajta.
A hidat 1902 és 1904 között 13 lábbal (4,0 m) kiszélesítették, de a későbbi felmérések azt mutatták, hogy a híd nyolc évente 2,5 cm-t süllyed. 1924-ben a keleti oldal körülbelül 9 cm-rel volt alacsonyabb a nyugati végénél.
Új híd építésére volt ismételten szükség, de a régi viktoriánus híd tovább élhetett.

### A „Rennie-híd” eladása

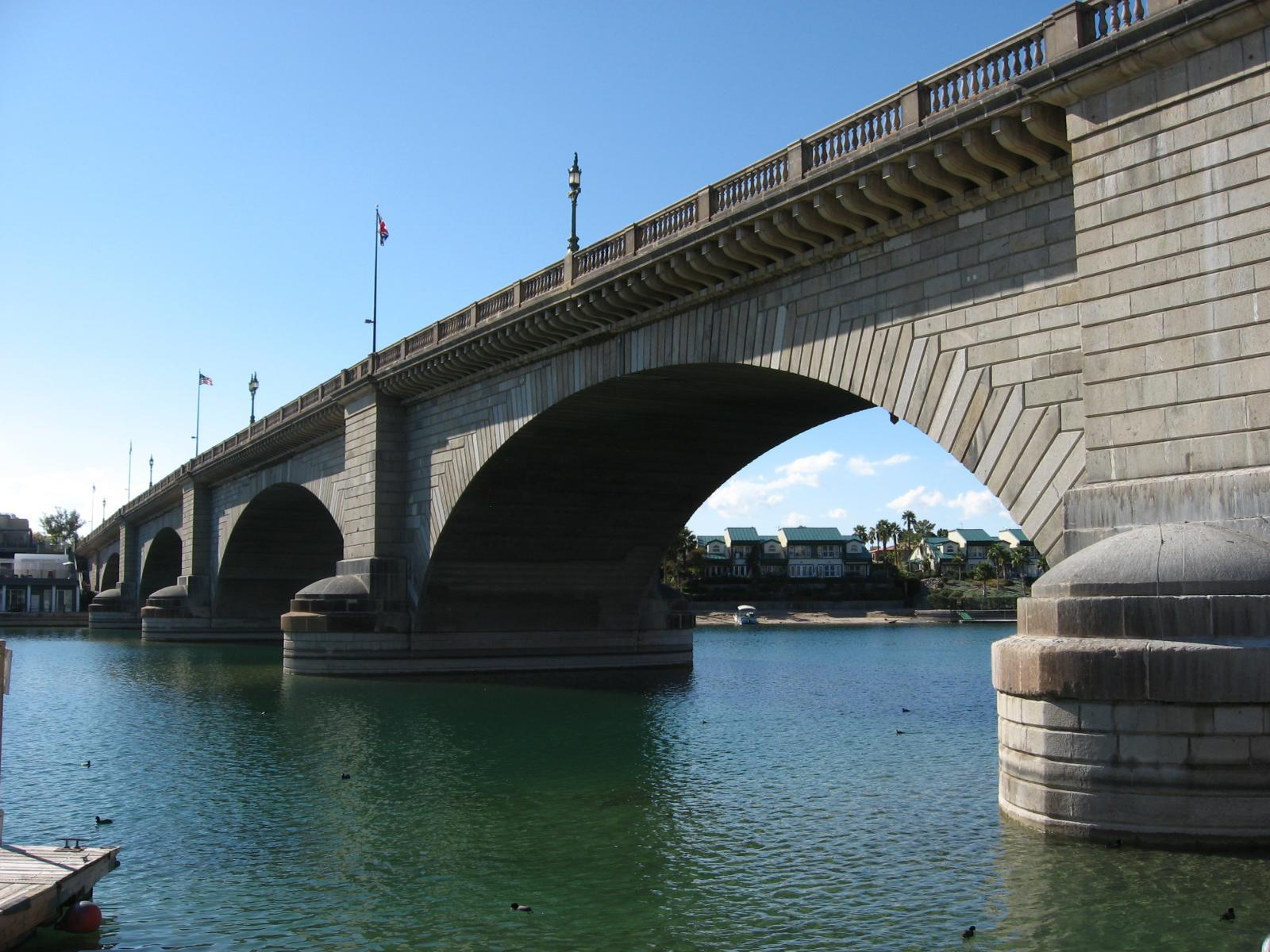
A London Bridge Lake Havasu City-ben 2009-ben

1967-ben a City of London városi tanácsának egyik tagja, Ivan Luckin azzal az őrültségnek tűnő javaslattal állt elő, hogy ahelyett, hogy lerombolnák a meglévő hidat, inkább bocsátsák árverésre. Ezek után a városi tanács eladásra kínálta a hidat és elkezdett potenciális vásárlókat keresni. 1968. április 18-án meg is vásárolta a hidat egy amerikai olajmágnás, Robert P. McCulloch, az arizonai Lake Havasu City alapítója 2 millió 460 ezer dollárért, hogy az általa újonnan alapított települést népszerűsítse. McCulloch szétbontatta a Rennie-féle hidat, 8600 kilométerrel arrébb, az Egyesült Államokba hajóztatta és 1971-ben Lake Havasu Cityben újból felépítette, további 5,1 millió dollárért. A híd minden egyes darabját gondosan megszámozták, majd a Panama-csatornán keresztül Kaliforniáig hajóztak vele. Innen kamionokkal juttatták el a végleges helyére, majd 1971. október 10-én adták át a forgalomnak. A híd alá a Coloradó folyóval összeköttetésben lévő csatornát ástak és egy korabeli angol falut is építettek mellé. Az újraépített London Bridge, ma Lake Havasu City egyik legfontosabb turistalátványossága.

### A mai London Bridge
A jelenlegi híd építészeti terveit William Holford készítette, a mérnöki és kivitelezési munkákat Mott, Hay and Anderson nevű vállalat végezte. A híd a korábbi, „Rennie-híd" helyére épült 1967 és 1972 között, folyamatosan bontva a régit és építve az újat. A hídat II. Erzsébet nyitotta meg 1973. március 17-én. 
1984-ben egy brit hadihajó, a HMS Jupiter nekiütközött a hídnak, ami jelentős károkat okozott mind a hajónak, mind a hídnak.
A híd történetét mutatja be a London Bridge Experience, mely 2008. február 22-én nyílt meg a korábbi „Rennie-híd” egyik ívében. 2012-ben pedig megnyílt a London Bridge Museum.

## Érdekességek
- A középkori hídon volt megtalálható a Nonsuch House, ami a világ első előre elkészített épülete (darabjait tehát előre, külön elkészítették, és a hídon összeszerelték).
- 1750-től egyre több révész is dolgozott a híd környékén, mivel egyre nehezebb volt az átkelés magán a hídon.
- Szintén 1750-ig tartott a híd egyeduralkodása, mivel ezelőtt Londonban nem létezett más híd a Temze folyó felett, így az egyetlen összeköttetés volt a City és a Temze déli partja között.
- Az 1212-es tűzvész közel 3000 áldozatot szedett a hídon.
- Legalább négy alkalommal omlott le a híd egy-egy része. Az egyik omlást a fagy okozta.
- A híres angol gyerekdal, a London Bridge Is Falling Down eredete vitatott, de az egyik változat szerint az egyre rosszabb állapotban lévő híd rekonstrukciójának érdekében vált híressé. Állítólag I. Edward feleségének, Eleonórának szólt a gúnyos mondóka, aki sajnálta a pénzt a híd felújítására.[4]
- Egyik 650 éves fapilléréből egy ötletes halász széket faragott, mely a mai napig megtalálható a Fishmongers' Hall-ban, azaz a halkereskedők céhének csarnokában.[5]

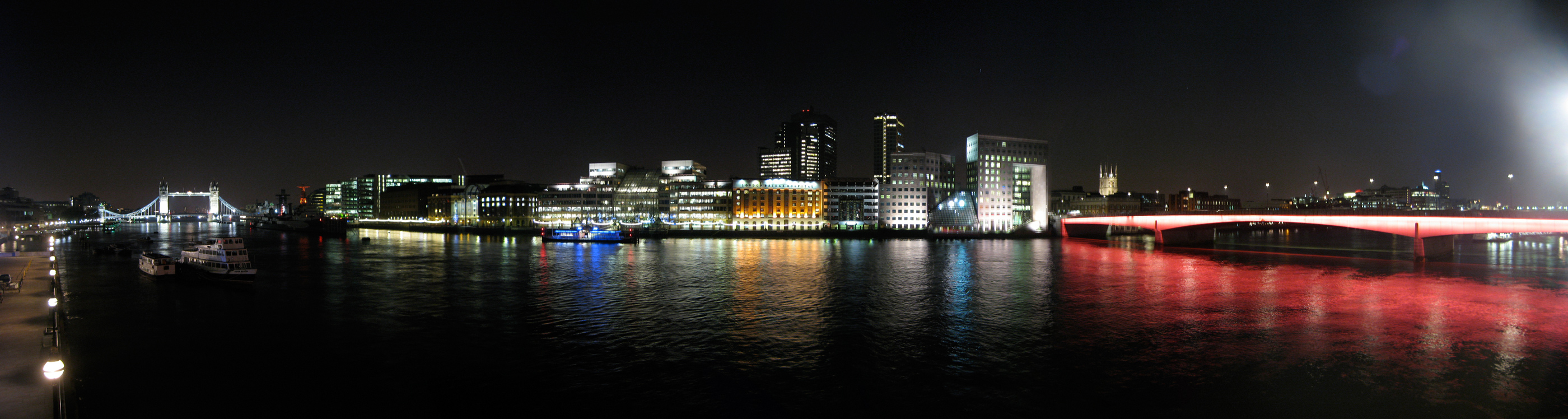
Esti panorámakép a Temzéről. A kép bal oldalán a Tower Bridge, jobb oldalán a London Bridge látható. (2007)

## Fordítás
Ez a szócikk részben vagy egészben  a   London Bridge című angol Wikipédia-szócikk fordításán alapul.  Az eredeti cikk szerkesztőit annak laptörténete sorolja fel. Ez a jelzés csupán a megfogalmazás eredetét és a szerzői jogokat jelzi, nem szolgál a cikkben szereplő információk forrásmegjelöléseként.